# George Leonard Andrews
George Leonard Andrews (né le 31 août 1828 à Bridgewater - mort le 4 avril 1899) est un ingénieur militaire issu de West Point qui pendant la guerre de Sécession contribua dans le Sud à la création de régiments des U.S.C.T. (United States Colored Troops).

## Biographie
Professeur d'ingénierie à West Point (il en était sorti 1° de sa promotion en 1851), il est nommé au début de la guerre de Sécession colonel du  2nd Regiment Massachusetts Volunteer Infantry , et participe de début août à la mi-décembre 1862 à de durs combats : bataille de Cedar Mountain, bataille d'Antietam, bataille d'Antietam. Nathaniel Prentice Banks apprécie alors la prudence d'Andrews pendant la repli des Unionistes sur Washington D.C.
G.L. Andrews est ensuite assigné à l'état-major de Banks, et le suit dans le département du Golfe quand fin 1862 Banks est envoyé remplacer Benjamin Franklin Butler (homme politique) comme gouverneur militaire de La Nouvelle-Orléans.
À la fin du terrible siège de Port Hudson, qui a duré 48 jours, c'est G.L. Andrews (en tant qu'ingénieur militaire il a dirigé les travaux d'investissement des positions confédérées) qui reçoit le 9 juillet 1863 la reddition du général sudiste Franklin Gardner.
Après le siège de Port Hudson, Banks, enfin convaincu de la valeur des Afro-américains au combat, confie à G.L. Andrews la mission d'organiser et d'amplifier le recrutement de troupes Noires en Louisiane. Andrews envoie des pelotons de soldats Noirs dans les plantations afin d'y lever des recrues parmi les anciens esclaves. Les régiments ainsi formés, d'abord baptisés Corps d'Afrique, seront plus tard versés dans les U.S.C.T. (United States Colored Troops). Certaines de ces unités participeront sous Banks à la campagne de la Red River.
Andrews exerce aussi la charge de provost marshal (chef de la police militaire)  du Department of the Gulf .
Quand Banks tombe en disgrâce et est remplacé par Andrew Canby, Andrews reste à son poste sous le nouveau gouverneur et le seconde efficacement pendant la Mobile campaign : après la bataille de Spanish Fort et la  bataille de Fort Blakely (au cours desquelles les U.S.C.T. contribuent fortement à submerger les défenses sudistes) la Confédération (qui a déjà perdu le 5 août 1864 sa dernière place forte importante lors de la bataille de la baie de Mobile) est subjuguée par le Nord.
Après la guerre, Andrews est nommé brevet major general des Volontaires (comme la plupart des officiers supérieurs qui ont commandé dans l' Union Army : voir Brevet (militaire)).

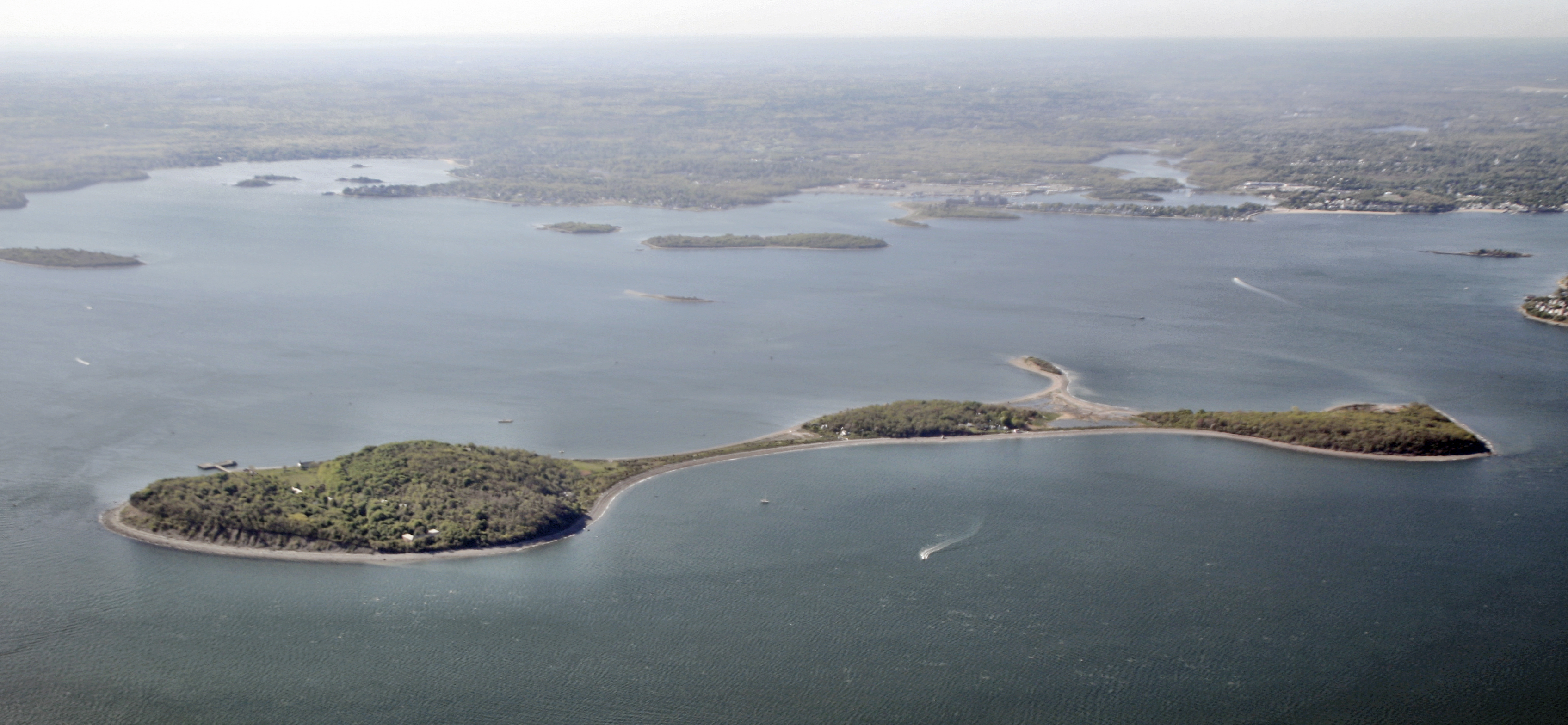
Submergées par la végétation, les ruines de Fort Andrews, qui hébergea jusqu'à 2000 hommes et fut abandonné par lUS Army en 1946, sont à peine visibles (à gauche, près de l'embarcadère), sur Peddock Island, en baie de Boston.

Démobilisé, il devient planteur en Louisiane puis au bout de 2 ans retourne vivre dans le Nord. Il est brièvement US Marshal (équivalent d'officier de la police judiciaire) dans le Massachusetts puis enseigne pendant une vingtaine d'années le français et les langues modernes à West Point.
Fort Andrews, construit en 1897, a été nommé en l'honneur du maj. gen. George Leonard Andrews.